# Žebrákovský potok (přítok Vltavy)
Žebrákovský potok je pravostranný přítok řeky Vltavy v okrese Písek v Jihočeském kraji. Délka jeho toku činí 6,5 km. Povodí má rozlohu 13,33 km².

## Průběh toku
Potok pramení v polích zhruba 1 km jihovýchodně od obce Lašovice v nadmořské výšce cca 515 m. Po celé své délce teče převážně jihozápadním směrem. V blízkosti pramene podtéká pod silnicí č. 102 a protéká Horním a Dolním lašovickým rybníkem. Polem dále teče k blízké obci Zahořany kde míjí nedaleký Koňský vrch (587m), který se nachází na levém břehu toku. Podél zalesněného levého břehu pokračuje dále k obci Žebrákov.
Za touto obcí se dolní tok potoka začíná zařezávat do hlubokého zalesněného údolí, které pokračuje až k jeho ústí do řeky Vltavy (Vodní nádrž Orlík) v nadmořské výšce cca 360 m.

### Přítoky
Všechny přítoky Žebrákovského potoka jsou krátké a bezejmenné.